# Teatro Arnau
El Teatro Arnau es un teatro, actualmente cerrado al público, situado en la Avenida del Paralelo de Barcelona, España. Es uno de los teatros más antiguos de la ciudad: inició su actividad en 1894, aunque posteriormente funcionó también como cine. Cerró en 2004.

## Historia
El Salón Arnau abrió como barracón de madera en 1894, tomando el nombre de su primer propietario. El éxito hizo que se construyese un edificio de obra, que abrió el 28 de octubre de 1903. Se representaban pantomimas, zarzuelas de género chico y conciertos de canción y música popular. Desde 1904, también se hacían proyecciones cinematográficas. Entre los artistas que se dieron a conocer en el Arnau destacan Alady, La Bella Dorita y Raquel Meller, quien debutó aquí en 1911.
En 1915 fue rebautizado como Teatro Folies Bergère. A partir de los años 1930 empezó a funcionar esencialmente como Cine Arnau, aunque las proyecciones se alternaban con espectáculos de variedades. En 1982 el empresario Pepe Buira adquirió el Arnau para recuperarlo como teatro de revista, comedia musical y variedades. En 1992 fue el escenario del programa de variedades Ven al Paralelo, presentado por Sara Montiel y emitido por Televisión Española.
El Teatre Arnau funcionó como music hall hasta cerrar sus puertas en 2004. Desde entonces el recinto permanece sin uso y el edificio ha sufrido una progresiva degradación, a pesar continuas reivindicaciones de plataformas vecinales para su recuperación. En 2010 fue adquirido por el Ayuntamiento de Barcelona.